# Moderator (psychologia)
Moderator (zmienna niezależna uboczna) – w psychologii czynnik, który decyduje o istnieniu i sile obserwowalnej zależności pomiędzy zmiennymi lub braku zależności. Moderator jest warunkiem wystąpienia danego efektu; odpowiada na pytania „kto?”, „kiedy?” „w jakich warunkach?”.

## Charakter zależności
Charakter zależności między zmienną niezależną główną a zmienną zależną zależy od zmiennej moderującej. Zmienna X wpływa na zmienną Y, natomiast gdy występuje interakcja między zmiennymi X i M (zmienną niezależną uboczną) mamy do czynienia ze zmienną M jako moderatorem. Warunkiem takiej zależności nie jest konieczność występowania związku prostego między zmiennymi Y i M, a zależność prosta X i Y jest wręcz z założenia nieuprawniona.

## Przykład moderatora w badaniach
W badaniu quasi-eksperymentalnym sprawdzamy hipotezę o wyższych ocenach szkolnych z języka polskiego niż z matematyki. Zmienną niezależną jest przedmiot, a zmienną zależną uzyskane oceny. Po analizie wyników stwierdzamy prawdziwość hipotezy. Kolejno zakładamy, że moderatorem tego zjawiska jest płeć. W rozumowaniu metodologicznym świadczy to o interakcyjnym wpływie zmiennej niezależnej (przedmiotu) i płci na zmienną zależną (oceny). Analizy wykazały, że chłopcy mają wyższe oceny z matematyki niż z języka polskiego. Oczekiwany efekt wyższych ocen z języka polskiego niż z matematyki wystąpił jedynie u dziewcząt, a nie u chłopców, w związku z czym płeć jest moderatorem związku typ przedmiotu a ocena. Taki wynik pozwala nam wnioskować, że płeć jest istotnym ograniczeniem badanego przez nas zjawiska.

## Cel stosowania moderatorów
Poszukiwanie moderatorów to poszukiwanie granic, w jakich prawidłowości psychologiczne obowiązują, a poznanie tych granic jest tak samo ważne jak poznanie samych prawidłowości. Stanowi to istotną różnicę między wiedza potoczną, a naukową. Ta pierwsza formułuje bezwarunkowe prawidłowości ogólne, druga zaś świadoma jest własnych ograniczeń – każde prawidłowości psychologiczne mają określone warunki występowania. Dzięki takim analizom zdobywana wiedza psychologiczna jest bardziej rzetelna i obiektywna, a to stanowi podstawę do tworzenia systematycznej wiedzy ogólnej.